# Шајбенхардт
Шајбенхардт (њем. Scheibenhardt) општина је у њемачкој савезној држави Рајна-Палатинат. Једно је од 31 општинског средишта округа Гермерсхајм. Према процјени из 2010. у општини је живјело 690 становника. Посједује регионалну шифру (AGS) 7334027.

## Географски и демографски подаци
Шајбенхардт се налази у савезној држави Рајна-Палатинат у округу Гермерсхајм. Општина се налази на надморској висини од 123 метра. Површина општине износи 2,9 km². У самом мјесту је, према процјени из 2010. године, живјело 690 становника. Просјечна густина становништва износи 240 становника/km².